# روري لوسون
روري لوسون (بالإنجليزية: Rory Lawson)‏ هو لاعب اتحاد الرغبي بريطاني، ولد في 12 مارس 1981 في دنفيرملين في المملكة المتحدة.

## وصلات خارجية
- روري لوسون عل موقع إسبنسكروم (الإنجليزية)
- روري لوسون على موقع ItsRugby.co.uk (الإنجليزية)
- روري لوسون على موقع اتحاد ألعاب الكومنولث (مؤرشف) (الإنجليزية)
- روري لوسون على موقع دورة ألعاب الكومنولث 2006 (مؤرشف) (الإنجليزية)